# Liguria FBC
Liguria FBC (wł. Liguria Foot Ball Club) – włoski klub piłkarski, mający siedzibę w Sampierdarena, dzielnicy miasta Genua na północy kraju, działający w latach 1897–1914.

## Historia
Chronologia nazw:
- 1897: Liguria Foot Ball Club (Pro Liguria)
- 1914: klub rozwiązano – po fuzji z Itala Rivarolo i Enotria Bolzaneto, tworząc AC Ligure

Klub sportowy Liguria F.B.C. (wspomniany w niektórych źródłach z tamtych czasów również pod nazwą Pro Liguria) został założony w miejscowości Sampierdarena (która w 1926 została dzielnicą miasta Genua) w kwietniu 1897 roku. 26 marca 1899 roku o godzinie 15:30 został zaplanowany mecz rundy eliminacyjnej Ligurii z Genoa CFC na boisku Ponte Carrega w Genui. Po początkowym przełożeniu na 27 marca o 15:00, oficjalny mecz nie był już rozgrywany po wycofaniu Pro Liguria z rozgrywek Campionato Italiano. W jego miejsce odbył się towarzyski mecz pomiędzy dwoma zespołami, wygrany 3:1 przez genueńczyków. W sezonie 1911/12 zespół debiutował w Seconda Categoria (D2), zajmując trzecie miejsce w grupie Liguria. W następnym sezonie 1912/13 zwyciężył w Promozione Ligure i awansował do pierwszej kategorii. W sezonie 1919/20 zespół startował w grupie eliminacyjnej Prima Categoria. Po zajęciu ostatniej dziesiątej pozycji w grupie piemontese-ligure klub został zdegradowany. Następnie w 1914 połączył się z klubami Itala Rivarolo i Enotria Bolzaneto, tworząc AC Ligure.

## Barwy klubowe, strój
|  |  |

Klub ma barwy biało-zielone. Zawodnicy domowe spotkania zazwyczaj grali w pasiastych pionowo biało-zielonych koszulkach, czarnych spodenkach oraz czarnych getrach.

## Sukcesy

### Trofea międzynarodowe
Nie uczestniczył w rozgrywkach europejskich (stan na 31-12-2020).

### Trofea krajowe
| \| \| Zdobyte trofea w rozgrywkach Włoch (stan na: 31-05-2020) \| |                                                          |      |                             |
| Rozgrywki                                                         | Osiągnięcie                                              | Razy | Sezon(y)                    |
| · Mistrzostwo                                                     | I miejsce                                                | 0    |                             |
| · Mistrzostwo                                                     | II miejsce                                               | 0    |                             |
| · Mistrzostwo                                                     | III miejsce                                              | 0    |                             |
| · Mistrzostwo                                                     | 10.miejsce                                               | 1    | 1913/14 (piemontese-ligure) |
| · Puchar                                                          | zdobywca                                                 | 0    |                             |
| · Puchar                                                          | finalista                                                | 0    |                             |
| II liga                                                           | I miejsce                                                | 1    | 1912/13 (Ligure)            |
| II liga                                                           | II miejsce                                               | 0    |                             |
| II liga                                                           | III miejsce                                              | 1    | 1911/12 (Genovese)          |
| Włochy                                                            | Zdobyte trofea w rozgrywkach Włoch (stan na: 31-05-2020) |      |                             |

## Poszczególne sezony

### Rozgrywki międzynarodowe

#### Europejskie puchary
Nie uczestniczył w rozgrywkach europejskich.

### Rozgrywki krajowe
| \| Włochy \| Bilans występów klubu w rozgrywkach piłkarskich Włoch (Stan na 31 sierpnia 2020 r.) \| \| |                                                                                     |        |       |   |   |   |    |    |     |           |        |        |      |
| Poziom                                                                                                 | Rozgrywki                                                                           | Sezony | Mecze | Z | R | P | B+ | B– | Pkt | Lata      | Awanse | Spadki | Naj. |
| I | Prima Categoria piemontese-ligure                                                   | 1      |       |   |   |   |    |    |     | 1913/14   | 0      | 1      | 10   |
| II | Seconda Categoria Genovese, Promozione Ligure                                       | 2      |       |   |   |   |    |    |     | 1911–1913 | 1      | 0      | 1    |
| III | Serie C                                                                             | 0      |       |   |   |   |    |    |     |           | 0      | 0      |      |
| IV | Serie D                                                                             | 0      |       |   |   |   |    |    |     |           | 0      | 0      |      |
| V | Prima Categoria Liguria                                                             | 0      |       |   |   |   |    |    |     |           | 0      | 0      |      |
| | Puchar Włoch                                                                        | 0      |       |   |   |   |    |    |     |           | 0      | 0      |      |
| Włochy                                                                                                 | Bilans występów klubu w rozgrywkach piłkarskich Włoch (Stan na 31 sierpnia 2020 r.) |        |       |   |   |   |    |    |     |           |        |        |      |

## Struktura klubu

### Stadion
Klub rozgrywał swoje mecze domowe na stadionie Piazza d'Armi del Campasso w Sampierdarena.

### Derby
- SG Andrea Doria
- Genoa CFC